# Université Newton
 (novembre 2022).
Pour les articles homonymes, voir Newton.
L'Université Newton, aussi connue sous le nom de Newton University, Vysoká škola NEWTON a.s jusqu'en 2021, est un établissement privé tchèque non universitaire qui dispense un enseignement de premier et de deuxième cycle ainsi que des cours de formation à court et moyen terme en gestion, économie, psychologie, commerce appliqué et marketing.
L'université est située à Brno, Prague et Bratislava et compte plus de 2 300 étudiants en licence et master.

## Histoire
L'Université Newton est fondée en 2004 sous le nom de NEWTON College par Petr Kraus, qui est également membre de son conseil d'administration,.
Entre 2013 et 2016, l'actionnaire unique est la société chypriote J&T Global Services Limited. Depuis 2016, l'actionnaire unique est Erudikon, s.r.o, dont l'activité est la location de biens immobiliers, d'appartements et de locaux non résidentiels et qui est détenue par SASPA s.r.o. et Anna Krausova.
En 2017, l'école fait la publicité de programmes diplômants non accrédités. Elle finit par admettre des étudiants dans d'autres programmes et appelle les programmes annoncés des « spécialisations ». Cependant, l'école n'a pas informé l'Office national d'accréditation de l'enseignement supérieur de ces « spécialisations » et les programmes n'ont donc pas été menés conformément à la loi. L'école n'était pas d'accord avec la formulation de l'article et a réagi par une « communication » en vertu de la loi sur la presse. L'école a ensuite été incluse dans les activités d'inspection 2018 de l'organisme de réglementation.